# Reg Strikes Back Tour
Die Reg Strikes Back Tour war eine weltweite Konzerttournee des britischen Sängers und Pianisten Elton John. Namensgeber der Tournee war dessen 1988 veröffentlichtes Studioalbum Reg Strikes Back, welches er auf dieser Konzertreise bewarb.

## Hintergrund
Die Reg Strikes Back Tour startete am 9. September 1988 in Miami und endete am 30. Juni 1989 in Dublin. Sie führte Elton John und seine Band durch Nordamerika, Europa und Asien und umfasste 91 Auftritte.
Nach über einem Jahr Pause, die Elton John dafür nutzte, um sich von einer Kehlkopfoperation zu erholen, persönliche Probleme in den Griff zu bekommen und sein Album Reg Strikes Back in London aufzunehmen, kehrte er mit einer leicht veränderten Liveband auf die Bühne zurück. So holte sich John zum ersten Mal zusätzliche Backgroundsänger in seine Band, um sich wegen der Nachwirkungen seiner Kehlkopfoperation in gesanglicher Hinsicht etwas zu entlasten. Zudem wollte er die Liveversionen seiner Lieder auf seiner damaligen Tournee etwas mehr im R&B-Sound neu erstrahlen lassen. Zu diesem Zweck kamen neue Mitglieder in seiner Konzertmannschaft hinzu: der Schlagzeuger Jonathan Moffett und der Bassist Romeo Williams sowie die Backgroundsängerinnen Marlena Jeter, Natalie Jackson und Alex Brown. Gitarrist Davey Johnstone, der sich in der Zwischenzeit die Rolle des musikalischen Leiters Johns Begleitband zu Eigen gemacht hatte, hatte die neue Band zusammengestellt, eine Aufgabe, die er bis heute wahrnimmt.
Die Tourneepause über den Jahreswechsel 1988/89 hinweg nutzten John und seine Musiker für Arbeiten an seinem nächsten Studioalbum Sleeping with the Past. In dieser Zeit verließ auch Backgroundsängerin Alex Brown die Band und wurde durch Mortonette Jenkis ersetzt.
Wie bereits das Album Reg Strikes Back wurden auch die Konzertaufführungen von Kritikern und Fans gleichermaßen unterschiedlich aufgenommen, dennoch war die Tournee ein großer Erfolg für John und seine Band.

## Setlist

### Beispiel-Setlist
- Sixty Years On
- I Need You to Turn to
- The King Must Die
- Burn Down the Mission
- Sorry Seems to Be the Hardest Word
- Have Mercy on the Criminal
- Funeral For A Friend/Love Lies Bleeding
- I Guess That’s Why They Call It the Blues
- Too Low for Zero
- Philadelphia Freedom
- Sad Songs (Say So Much)
- Kiss the Bride
- A Word in Spanish
- Mona Lisas and Mad Hatters (Part 1 and 2)
- Nikita
- Daniel
- I Don’t Wanna Go On With You Like That
- Candle in the Wind
- Saturday Night’s Alright (for Fighting)
- Your Song
- I’m Still Standing
- Song for Guy

## Tourdaten
| Nr.                 | Datum               | Stadt               | Land                | Veranstaltungsort               | Anmerkungen              |
| Leg 1 – Nordamerika | Leg 1 – Nordamerika | Leg 1 – Nordamerika | Leg 1 – Nordamerika | Leg 1 – Nordamerika             | Leg 1 – Nordamerika      |
| ------------------- | ------------------- | ------------------- | ------------------- | ------------------------------- | ------------------------ |
| 1                   | 9. September 1988   | Miami               | Vereinigte Staaten  | Miami Arena                     |                          |
| 2                   | 10. September 1988  | Miami               | Vereinigte Staaten  | Miami Arena                     |                          |
| 3                   | 11. September 1988  | Tampa               | Vereinigte Staaten  | USF Sun Dome                    |                          |
| 4                   | 12. September 1988  | Columbia            | Vereinigte Staaten  | Merriweather Post Pavilion      |                          |
| 5                   | 13. September 1988  | Columbia            | Vereinigte Staaten  | Merriweather Post Pavilion      |                          |
| 6                   | 14. September 1988  | Cuyahoga Falls      | Vereinigte Staaten  | Blossom Music Center            |                          |
| 7                   | 16. September 1988  | Hoffman Estates     | Vereinigte Staaten  | Poplar Creek Music Theater      |                          |
| 8                   | 17. September 1988  | Hoffman Estates     | Vereinigte Staaten  | Poplar Creek Music Theater      |                          |
| 9                   | 18. September 1988  | Milwaukee           | Vereinigte Staaten  | Marcus Amphitheater             | Milwaukee Summerfest ’88 |
| 10                  | 20. September 1988  | Greenwood Village   | Vereinigte Staaten  | Fiddler’s Green Amphitheatre    |                          |
| 11                  | 23. September 1988  | Los Angeles         | Vereinigte Staaten  | Hollywood Bowl                  |                          |
| 12                  | 24. September 1988  | Los Angeles         | Vereinigte Staaten  | Hollywood Bowl                  |                          |
| 13                  | 25. September 1988  | Los Angeles         | Vereinigte Staaten  | Hollywood Bowl                  |                          |
| 14                  | 27. September 1988  | Costa Mesa          | Vereinigte Staaten  | Pacific Amphitheatre            |                          |
| 15                  | 30. September 1988  | Dallas              | Vereinigte Staaten  | Coca-Cola Starplex Amphitheatre |                          |
| 16                  | 1. Oktober 1988     | Houston             | Vereinigte Staaten  | The Summit                      |                          |
| 17                  | 4. Oktober 1988     | Philadelphia        | Vereinigte Staaten  | Spectrum                        |                          |
| 18                  | 5. Oktober 1988     | Philadelphia        | Vereinigte Staaten  | Spectrum                        |                          |
| 19                  | 7. Oktober 1988     | Hartford            | Vereinigte Staaten  | Civic Center                    |                          |
| 20                  | 8. Oktober 1988     | Worcester           | Vereinigte Staaten  | Centrum Center                  |                          |
| 21                  | 9. Oktober 1988     | Worcester           | Vereinigte Staaten  | Centrum Center                  |                          |
| 22                  | 10. Oktober 1988    | Worcester           | Vereinigte Staaten  | Centrum Center                  |                          |
| 23                  | 12. Oktober 1988    | Auburn Hills        | Vereinigte Staaten  | Palace of Auburn Hills          |                          |
| 24                  | 13. Oktober 1988    | Auburn Hills        | Vereinigte Staaten  | Palace of Auburn Hills          |                          |
| 25                  | 14. Oktober 1988    | Auburn Hills        | Vereinigte Staaten  | Palace of Auburn Hills          |                          |
| 26                  | 15. Oktober 1988    | Auburn Hills        | Vereinigte Staaten  | Palace of Auburn Hills          |                          |
| 27                  | 17. Oktober 1988    | New York City       | Vereinigte Staaten  | Madison Square Garden           |                          |
| 28                  | 18. Oktober 1988    | New York City       | Vereinigte Staaten  | Madison Square Garden           |                          |
| 29                  | 20. Oktober 1988    | New York City       | Vereinigte Staaten  | Madison Square Garden           |                          |
| 30                  | 21. Oktober 1988    | New York City       | Vereinigte Staaten  | Madison Square Garden           |                          |
| 31                  | 22. Oktober 1988    | New York City       | Vereinigte Staaten  | Madison Square Garden           |                          |
| Leg 2 – Asien       |                     |                     |                     |                                 |                          |
| 32                  | 31. Oktober 1988    | Nagoya              | Japan               | Rainbow Hall                    |                          |
| 33                  | 2. November 1988    | Tokio               | Japan               | Tokyo Dome                      |                          |
| 34                  | 4. November 1988    | Tokio               | Japan               | Nippon Budokan                  |                          |
| 35                  | 5. November 1988    | Osaka               | Japan               | Osaka Stadium                   |                          |
| Leg 3 – Europa      |                     |                     |                     |                                 |                          |
| 36                  | 20. März 1989       | Lyon                | Frankreich          | Halle Tony Garnier              |                          |
| 37                  | 23. März 1989       | Paris               | Frankreich          | Palais Omnisport de Bercy       |                          |
| 38                  | 24. März 1989       | Paris               | Frankreich          | Palais Omnisport de Bercy       |                          |
| 39                  | 25. März 1989       | Paris               | Frankreich          | Palais Omnisport de Bercy       |                          |
| 40                  | 26. März 1989       | Paris               | Frankreich          | Palais Omnisport de Bercy       |                          |
| 41                  | 27. März 1989       | Paris               | Frankreich          | Palais Omnisport de Bercy       |                          |
| 42                  | 29. März 1989       | Brüssel             | Belgien             | Forest National                 |                          |
| 43                  | 30. März 1989       | Brüssel             | Belgien             | Forest National                 |                          |
| 44                  | 1. April 1989       | Düsseldorf          | Deutschland         | Philipshalle                    |                          |
| 45                  | 2. April 1989       | Kiel                | Deutschland         | Ostseehalle                     |                          |
| 46                  | 4. April 1989       | Berlin              | Deutschland         | Deutschlandhalle                |                          |
| 47                  | 6. April 1989       | Hamburg             | Deutschland         | Alsterdorfer Sporthalle         |                          |
| 48                  | 7. April 1989       | Kopenhagen          | Danemark            | Valby-Hallen                    |                          |
| 49                  | 9. April 1989       | Stockholm           | Schweden            | Globen                          |                          |
| 50                  | 10. April 1989      | Drammen             | Norwegen            | Drammenshallen                  |                          |
| 51                  | 12. April 1989      | Essen               | Deutschland         | Grugahalle                      |                          |
| 52                  | 13. April 1989      | Köln                | Deutschland         | Sporthalle                      |                          |
| 53                  | 14. April 1989      | Frankfurt am Main   | Deutschland         | Festhalle                       |                          |
| 54                  | 15. April 1989      | Frankfurt am Main   | Deutschland         | Festhalle                       |                          |
| 55                  | 17. April 1989      | Saarbrücken         | Deutschland         | Saarlandhalle                   |                          |
| 56                  | 18. April 1989      | Prilly              | Schweiz             | Patinoire de Malley             |                          |
| 57                  | 19. April 1989      | Prilly              | Schweiz             | Patinoire de Malley             |                          |
| 58                  | 21. April 1989      | Saragossa           | Spanien             | Palacio de los Deportes         |                          |
| 59                  | 22. April 1989      | San Sebastián       | Spanien             | Velódromo de Anoeta             |                          |
| 60                  | 23. April 1989      | Madrid              | Spanien             | Palacio de los Deportes         |                          |
| 61                  | 25. April 1989      | Barcelona           | Spanien             | Palau Municipal d’Esports       |                          |
| 62                  | 26. April 1989      | Verona              | Italien             | Arena                           |                          |
| 63                  | 27. April 1989      | Mailand             | Italien             | Palatrussardi                   |                          |
| 64                  | 28. April 1989      | Rom                 | Italien             | PalaEUR                         |                          |
| 65                  | 1. Mai 1989         | Wien                | Osterreich          | Stadthalle                      |                          |
| 66                  | 2. Mai 1989         | Wien                | Osterreich          | Stadthalle                      |                          |
| 67                  | 3. Mai 1989         | München             | Deutschland         | Olympiahalle                    |                          |
| 68                  | 5. Mai 1989         | Zürich              | Schweiz             | Hallenstadion                   |                          |
| 69                  | 6. Mai 1989         | Zürich              | Schweiz             | Hallenstadion                   |                          |
| 70                  | 7. Mai 1989         | Zürich              | Schweiz             | Hallenstadion                   |                          |
| 71                  | 8. Mai 1989         | Stuttgart           | Deutschland         | Schleyerhalle                   |                          |
| Leg 4 – Europa      |                     |                     |                     |                                 |                          |
| 72                  | 17. Mai 1989        | Birmingham          | England             | National Exhibition Centre      |                          |
| 73                  | 18. Mai 1989        | Birmingham          | England             | National Exhibition Centre      |                          |
| 74                  | 19. Mai 1989        | Birmingham          | England             | National Exhibition Centre      |                          |
| 75                  | 20. Mai 1989        | Birmingham          | England             | National Exhibition Centre      |                          |
| 76                  | 21. Mai 1989        | London              | England             | Wembley Arena                   |                          |
| 77                  | 22. Mai 1989        | London              | England             | Wembley Arena                   |                          |
| 78                  | 23. Mai 1989        | London              | England             | Wembley Arena                   |                          |
| 79                  | 24. Mai 1989        | London              | England             | Wembley Arena                   |                          |
| 80                  | 25. Mai 1989        | London              | England             | Wembley Arena                   |                          |
| 81                  | 27. Mai 1989        | London              | England             | Wembley Arena                   |                          |
| 82                  | 28. Mai 1989        | London              | England             | Wembley Arena                   |                          |
| 83                  | 29. Mai 1989        | London              | England             | Wembley Arena                   |                          |
| 84                  | 30. Mai 1989        | London              | England             | Wembley Arena                   |                          |
| 85                  | 1. Juni 1989        | Edinburgh           | Schottland          | Playhouse Theatre               |                          |
| 86                  | 2. Juni 1989        | Edinburgh           | Schottland          | Playhouse Theatre               |                          |
| 87                  | 5. Juni 1989        | Belfast             | Nordirland          | King’s Hall                     |                          |
| 88                  | 6. Juni 1989        | Belfast             | Nordirland          | King’s Hall                     |                          |
| 89                  | 8. Juni 1989        | Dublin              | Irland              | RDS Arena                       |                          |
| 90                  | 9. Juni 1989        | Dublin              | Irland              | RDS Arena                       |                          |
| 91                  | 10. Juni 1989       | Dublin              | Irland              | RDS Arena                       |                          |

## Band
- Elton John: Gesang, Roland RD-1000 digital piano
- Davey Johnstone: Gitarre
- Romeo Williams: Bass
- Fred Mandel: Keyboards, Gitarre
- Guy Babylon: Keyboards
- Jonathan Moffett: Schlagzeug
- Alex Brown: Hintergrundgesang (Nordamerika und Asien)
- Mortonette Jenkins: Hintergrundgesang (Europa)
- Marlena Jeter: Hintergrundgesang
- Natalie Jackson: Hintergrundgesang